# Longcochon
Longcochon és un municipi francès situat al departament del Jura i a la regió de Borgonya - Franc Comtat. L'any 2007 tenia 37 habitants.

## Demografia

### Població
El 2007 la població de fet de Longcochon era de 37 persones. Hi havia 22 famílies de les quals 11 eren unipersonals (7 homes vivint sols i 4 dones vivint soles), 7 parelles sense fills i 4 parelles amb fills.
La població ha evolucionat segons el següent gràfic:
Habitants censats

### Habitatges
El 2007 hi havia 26 habitatges, 20 eren l'habitatge principal de la família i 6 eren segones residències. 22 eren cases i 4 eren apartaments. Dels 20 habitatges principals, 13 estaven ocupats pels seus propietaris, 4 estaven llogats i ocupats pels llogaters i 2 estaven cedits a títol gratuït; 2 tenien dues cambres, 3 en tenien tres, 4 en tenien quatre i 11 en tenien cinc o més. 17 habitatges disposaven pel capbaix d'una plaça de pàrquing. A 12 habitatges hi havia un automòbil i a 5 n'hi havia dos o més.

### Piràmide de població
La piràmide de població per edats i sexe el 2009 era:
| Homes | Edats   | Dones |
| ----- | ------- | ----- |
| 0     | 95 o +  | 0     |
| 0     | 90 a 94 | 0     |
| 0     | 85 a 89 | 0     |
| 0     | 80 a 84 | 0     |
| 0     | 75 a 79 | 0     |
| 4     | 70 a 74 | 0     |
| 4     | 65 a 69 | 0     |
| 0     | 60 a 64 | 4     |
| 0     | 55 a 59 | 0     |
| 0     | 50 a 54 | 0     |
| 4     | 45 a 49 | 4     |
| 4     | 40 a 44 | 0     |
| 4     | 35 a 39 | 4     |
| 0     | 30 a 34 | 4     |
| 0     | 25 a 29 | 0     |
| 0     | 20 a 24 | 0     |
| 4     | 15 a 19 | 8     |
| 4     | 10 a 14 | 0     |
| 8     | 5 a 9   | 4     |
| 4     | 0 a 4   | 0     |

## Economia
El 2007 la població en edat de treballar era de 24 persones, 19 eren actives i 5 eren inactives. Les 19 persones actives estaven ocupades(13 homes i 6 dones).. De les 5 persones inactives 3 estaven jubilades i 2 estaven classificades com a «altres inactius».
Activitats econòmiques
Els 3 establiments que hi havia el 2007 eren d'empreses d'hostatgeria i restauració.
L'any 2000 a Longcochon hi havia 4 explotacions agrícoles que ocupaven un total de 292 hectàrees.

## Poblacions més properes
El següent diagrama mostra les poblacions més properes.